# Star Raiders (jogo eletrônico de 2011)
Star Raiders é um videogame para Xbox 360, PlayStation 3 e PC. Foi lançado em maio de 2011 pela editora Atari e pela desenvolvedora Incinerator Studios. É uma re-imaginação do Star Raiders clássico de 1979 do Atari. Como o original, Star Raiders é um jogo de combate de ação espacial em primeira pessoa no qual o jogador viaja através de um campo estelar em busca dos inimigos do jogo, os "Zylons". O original foi bem recebido em seu tempo por inovar no gênero de "simulação de combate espacial" com gráficos de maior qualidade e um jogo mais complexo e inspirou outros títulos, como o Wing Commander e a série X-wing.
O jogo homenageia o Star Raiders original com o objetivo de destruir o mesmo inimigo e incorporando muitos "elementos de batalha familiares", mas diverge do original com um novo enredo. Suas outras adições ao jogo original incluem naves personalizáveis e jogabilidade multijogador, com campanhas cooperativas, um modo multi-jogador baseado em equipe e jogo online.

## Jogabilidade
Star Raiders apresenta um enredo muito semelhante ao do clássico de 1979. Os Zylons, uma raça alienígena que almeja a destruição da humanidade, estão movendo suas forças para a Terra, e é o trabalho do jogador repelir seu ataque e salvar a raça humana. A nave do jogador é um pequeno space fighter, mas com a capacidade de se transformar para lidar com uma variedade de situações. As formas incluem uma nave de dogfighting, capaz de travar batalhas rápidas com outros dogfighters Zylon, uma forma de ataque que é boa para destruir naves inimigas maiores e mais poderosas, e uma forma de torreta, para destruir as maiores naves Zylon por dentro.
Todas essas formas serão necessárias, já que os Zylon supera o jogador tanto em números quanto em tamanho de suas naves. Além de naves de tamanho similar, os Zylons têm cruzeiros e fragatas para enfrentar o jogador, bem como a sua maior nave, a Basestar. Os jogadores podem derrotar os outros 3 tipos de naves com armas convencionais, mas devem viajar dentro da Basestar e destruir certos pontos-chave para finalmente eliminá-la.
A jogabilidade se desenvolve ao longo de um mapa galáctico, sendo que os jogadores escolhem quais missões querem realizar para vencer a ameaça Zylon. As missões envolvem os jogadores lutando contra as forças Zylon em uma variedade de configurações, de um campo de asteroides a gigantescos elevadores espaciais e terminam quando todas as naves Zylon são eliminadas. Uma vez completada a missão, os jogadores podem retornar à área se assim o desejarem para encontrar minérios e melhorar suas armas e escudos.

## Recepção
O jogo recebeu em geral avaliações ruins. Metacritic deu ao jogo uma pontuação de 35/100. Alguns comentários sobre o jogo incluem "Star Raiders fica chato muito rápido e não consegue motivá-lo a jogar" por GamingXP e "Um jogo de combate espacial medíocre e chato. Algumas idéias são interessantes, mas os controles ruins e os visuais sem inspiração tornam este título um desperdício completo" por Multiplayer.it.

Um resumo dos principais pontos da avaliação do GameSpot indica que o jogo tem "tutoriais inadequados, dogfighting maçante, visuais e efeitos sonoros irritantes". Também uma das principais ações do jogo, que é destruir as "naves capitais", é dolorosamente tediosa.